# Arnsnesta
Arnsnesta ist ein Ortsteil der amtsfreien Stadt Herzberg (Elster) im Landkreis Elbe-Elster in Brandenburg. Bis zur Eingliederung 2001 in die Stadt Herzberg (Elster) war Arnsnesta eine selbständige Gemeinde. Der Ort liegt unmittelbar an der Schwarzen Elster.

## Geographische Lage
Arnsnesta liegt am rechten Ufer der Schwarzen Elster und besitzt die typischen Eigenschaften eines Reihendorfes. Links und rechts der zentralen Hauptstraße befindet sich der Großteil der Bauernhöfe und Familienhäuser. Die nördlich gelegenen Grundstücke haben zumeist eine Verbindung zur ebenfalls nördlich verlaufenden Nebenstraße.

## Geschichte

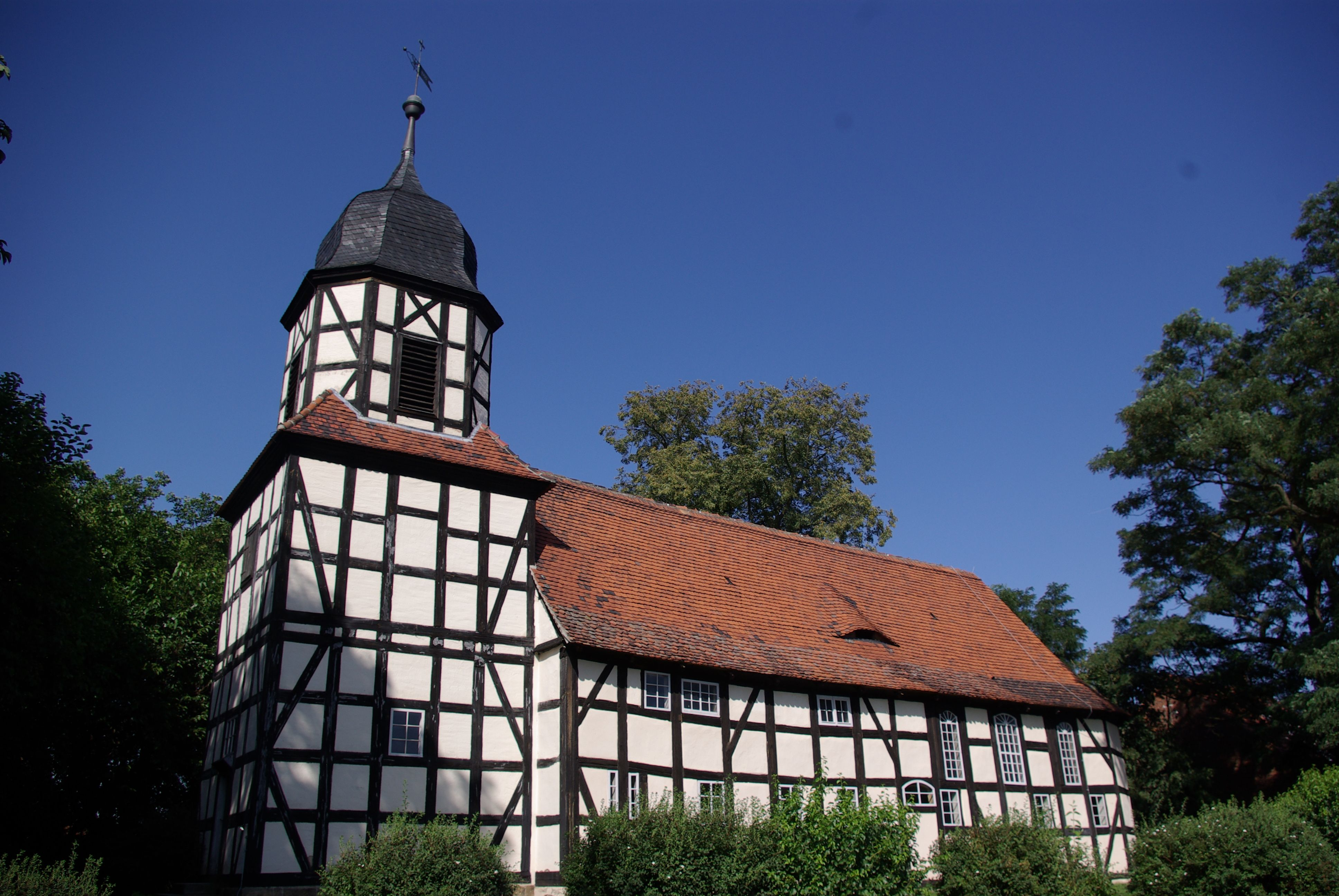
Dorfkirche Arnsnesta

Arnsnesta wurde 1288 erstmals in einer Urkunde in Sunnunwalde et Arnsneste erwähnt, 1298 wird ein Theodericus junior de Arnisnest genannt, dann 1348, ist Botho von Tourgaw (von Torgau) der Grundherr 1376–1387 heißt das Dorf Arnesneste, 1550 Artznest. Der Name kommt vom germanischen Arn, zu deutsch Adler, er ist vermutlich als Adlersnest zu deuten.
Die Herren von Torgau aus dem Wettiner Geschlecht errichteten an der damals mäandernden Schwarzen Elster eine Wasserburg.
Ein Botho von Torgau baute zur gleichen Zeit in Böhmen, an der oberen Elbe eine Burg, die wehrhafte Wassergräben hatte. Man benannte auch diesen Ort nach dem Arn Arnau, der tschechische Name lautet Hostinné. Nachweise von 1348 dafür sind zwei Dresdner Kurzregesten Kaiser Karl des IV. aus Dresden.
Bis 1815 gehörte der Ort zum Amt Annaburg. 1550 lebten dort 20 „besessene Mann“, davon vier Anspänner mit einem Richter und 16 Gärtner, die unmittelbar dem Amt Lochau unterstanden. Die Ortsflur grenzte mit der Annaburger Heide an Premsendorf, Borken und Bernsdorf.
Zu Arnsnesta gehörte auch die Elstermühle, die dem Amt unterstand und 1550 von Augustin Müller betrieben wurde. Sie war im 18. Jahrhundert Sitz eines Mühlengerichts. Ferner befand sich im Ort ein Freihof, der Hans von Hagenest gehörte. Nach dessen Tod 1560 wurde dieses, der Kanzlei in Dresden unterstehende Mannlehngut in ein Erbgut umgewandelt.
Arnsnesta hatte bereits im 16. Jahrhundert einen eigenen Pfarrer, das Kirchenpatronat gehörte damals der Universität Wittenberg.
Zum 31. Dezember 2001 wurde Arnsnesta in die Stadt Herzberg (Elster) eingegliedert.

## Burghügel

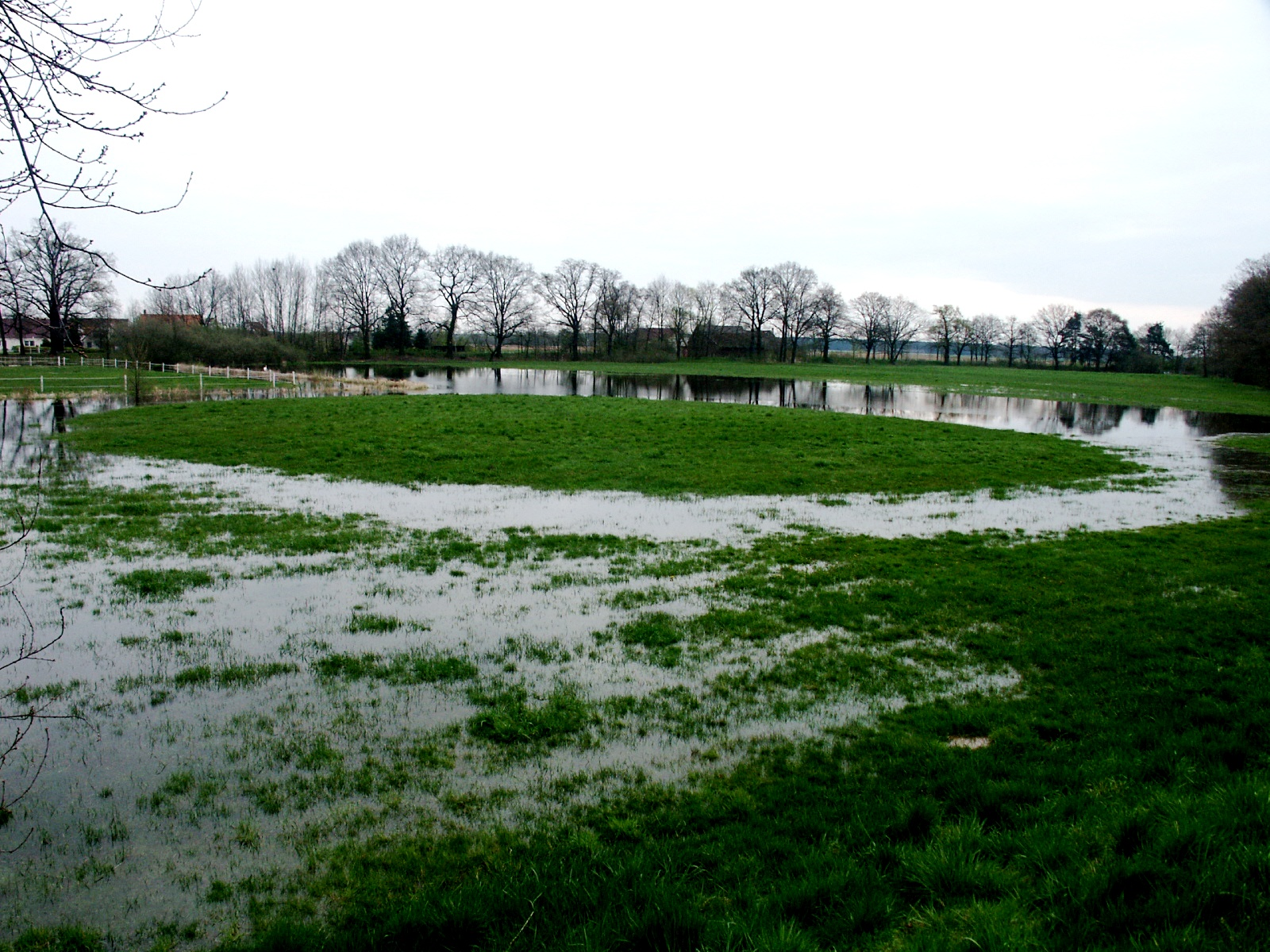
Burghügel in Arnsnesta, mittelalterliche Wasserburg der Herren von Torgau im 14. Jahrhundert

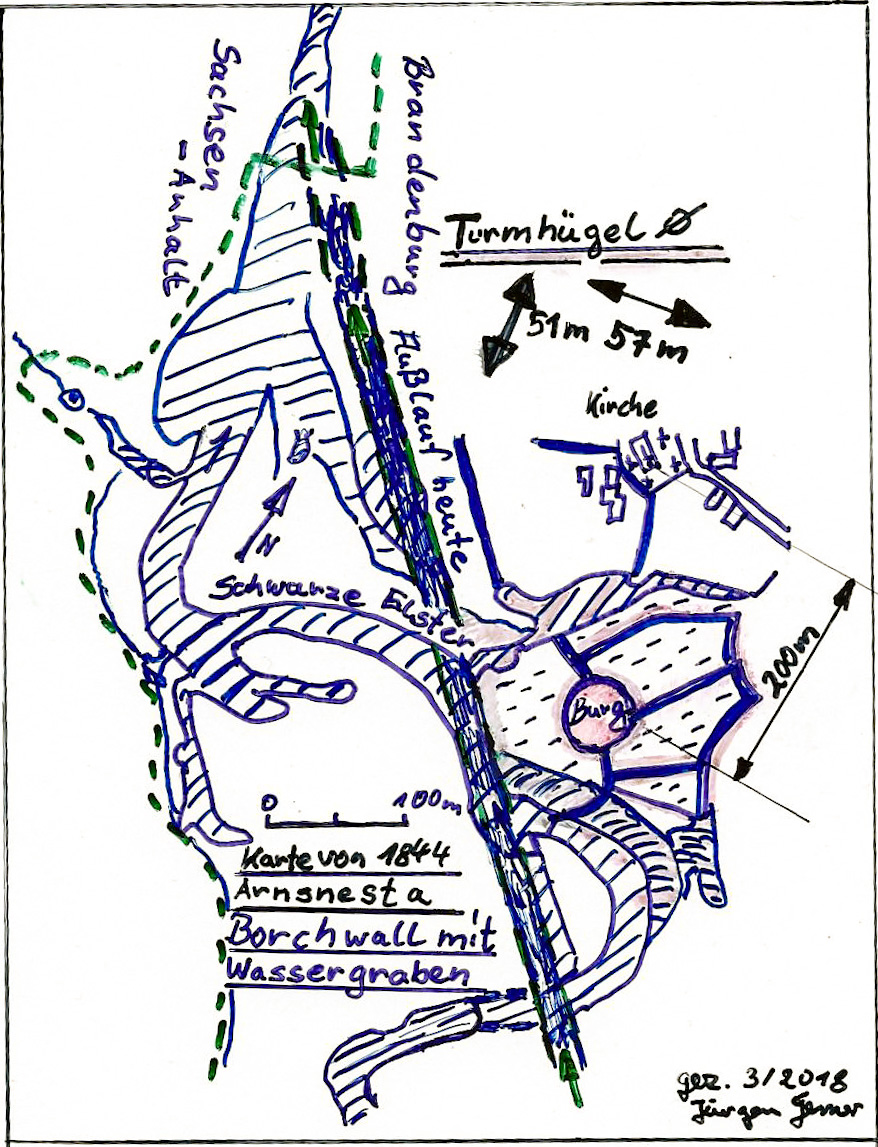
Die Skizze zeigt die Lage des Burgturmes der einstigen Wasserburg Arnsnesta im ehemaligen Flusslauf der Schwarzen Elster.

Der Burghügel liegt 200 m südöstlich der Kirche auf einer Überflutungswiese am rechten Ufer der Schwarzen Elster und ist als Hügel noch zu erkennen. Der Flurname lautet Borchwall oder Borchelt. Im 14. Jahrhundert war die Burg von schützenden Wasserarmen umflossen. Die Burg war eine kreisrunde bis ovale Anlage mit ca. 51 Metern in der Nord-Süd-Achse und 57 Metern in der West-Ost-Ausdehnung. 1902 wurden archäologische Grabungen durchgeführt. Der alte Flusslauf verlief ca. 60 Meter westlich vom heutigen Burghügel. Die Burgreste wurden 1911–1912 abgetragen. Die ehemalige Burg wird unter der Bodendenkmalnummer 20368 geführt. (Karte alter Flusslauf und Burggraben)

## Landschaft
Westlich des Ortes befindet sich die Annaburger Heide, die vorwiegend militärisch als Truppenübungsplatz und auch forstwirtschaftlich genutzt wird. Die Altarme der Schwarzen Elster bilden dort den immer noch gut zu erkennenden ehemaligen Flussverlauf vor dessen Begradigung und haben aus Sicht des Naturschutzes eine besondere Bedeutung. Diese Altwässer haben sich mit Pflanzen wie Wassernuss, Krebsschere, Sumpf-Wolfsmilch und anderen zu einem Refugium für geschützte Pflanzenarten entwickelt. Erwähnenswert ist dort vor allem das Naturschutzgebiet Alte Elster und Rohrbornwiesen.